# Arauzo de Torre
Arauzo de Torre ist ein nordspanischer Ort und eine zur bevölkerungsarmen Region der Serranía Celtibérica gehörende Gemeinde (municipio) mit nur noch 61 Einwohnern (Stand: 2024) im Osten der Provinz Burgos in der Autonomen Gemeinschaft Kastilien-León.

## Lage und Klima
Arauzo de Torre liegt am Río Aranzuelo in der Sierra de la Demanda in einer Höhe von etwa 925 m. Die Stadt Burgos befindet sich ca. 80 km in nordnordwestlicher Richtung. Das Klima im Winter ist oft rau, im Sommer dagegen meist gemäßigt und warm; Regen (ca. 525 mm/Jahr) fällt überwiegend im Winterhalbjahr.

## Geschichte
Der Name des Ortes rührt von einem Verteidigungsturm her, der später in die Kirche integriert wurde. 

## Sehenswürdigkeiten
- Petruskirche (Iglesia de San Pedro Apóstol)
- Einsiedelei Unsere Lieben Frau der Heilmittel